# 隆德泽尔
隆德泽尔（荷蘭語：Londerzeel，荷蘭語發音：[ˈlɔndərzeːl]）是比利时弗拉芒大区弗拉芒布拉班特省哈勒-维尔福德区的一个市镇，位于弗拉芒布拉班特、东佛兰德、安特卫普三省交界处，通行荷蘭語，是弗拉芒社群的一部分，面积36.29平方千米，人口18,620人（2018年1月1日）。